# Edward Phelan
Edward Joseph Phelan (* 25. Juli 1888 in Tramore, County Waterford; † 15. September 1967 in Genf) war ein irischer UN-Funktionär. Er war ab 1920 für die Internationale Arbeitsorganisation (ILO) tätig und von 1941 bis 1948 ihr vierter Generaldirektor. Aus historischer Sicht gilt er als der erste Beamte im Dienst einer internationalen Organisation.

## Leben
Edward Phelan wurde 1888 in Tramore im irischen County Waterford geboren und absolvierte von 1906 bis 1911 an der University of Liverpool ein Studium der Physik, Mathematik sowie der Französischen Sprache. Anschließend war er für das Board of Trade tätig, wo er zunächst für die Erstellung von Preisindices für Lebenshaltungskosten verantwortlich war und später auch leitende Funktionen übernahm. Im Jahr 1916 wechselte er in das neu entstandene Arbeitsministerium der britischen Regierung von Premierminister David Lloyd George, von wo aus er später als Berater zeitweise auch in das Außenministerium abgestellt wurde.
Aufgrund seiner Erfahrungen sowohl im arbeitsrechtlichen Bereich als auch im Außenministerium gehörte er nach dem Ende des Ersten Weltkrieges ab Januar 1919 der britischen Delegation bei der Pariser Friedenskonferenz an. Neben Vertretern einiger anderer Länder brachte auch die britische Delegation einen Vorschlag zur Schaffung einer ständigen internationalen Organisation für den Bereich der Arbeitsgesetzgebung in die Verhandlungen ein, der auf einem Entwurf von Edward Phelan basierte. Nach der Entstehung der Internationalen Arbeitsorganisation im April 1919 wurde er im Januar 1920 der erste fest angestellte Bedienstete der ILO.
Zu seinen umfassenden Aufgaben gehörten unter anderem die Verwaltung der Finanzen und die Einstellung weiterer Mitarbeiter. Mit der Einrichtung des Sitzes der ILO in Genf im Juli 1920 war er faktisch der dritthöchste Verantwortliche in der Hierarchie der Organisation nach dem Direktor und dessen Stellvertreter. Ab 1938 fungierte er als stellvertretender Direktor und ab 1941, nach dem Rücktritt von John Gilbert Winant, als amtierender Direktor der ILO. Nach dem Ende des Zweiten Weltkrieges wurde er 1946 zum Generaldirektor ernannt, offiziell rückwirkend zum Februar 1941. Im Alter von 60 Jahren trat er 1948 in den Ruhestand.
Edward Phelan war ab 1940 verheiratet, die Ehe blieb kinderlos. Er starb 1967 in Genf.

## Wirken
Edward Phelan organisierte die im Oktober 1919 in Washington, D.C. durchgeführte erste Internationale Arbeitskonferenz und entwarf eine Reihe grundlegender Texte für die Internationale Arbeitsorganisation. Hierzu zählen insbesondere deren Verfassung und die im Mai 1944 verabschiedete „Erklärung von Philadelphia“ über die Ziele und Zwecke der ILO, welche als neues Element die Bedeutung der Menschenrechte betonte. Die „Erklärung von Philadelphia“ wurde 1946 als Anhang ein Teil der ILO-Verfassung.
Auf Edward Phelan geht auch die Idee zurück, dass den Delegationen zu den Internationalen Arbeitskonferenzen, dem höchsten Organ der ILO, nicht nur Vertreter der Regierungen angehören, sondern auch Repräsentanten der Arbeitgeber und Arbeitnehmer. Ebenso schlug er für die Zusammensetzung der Delegationen den bis heute gültigen Schlüssel von 2:1:1 vor, durch den die Vertreter der Arbeitgeber und der Arbeitnehmer zusammen den gleichen Stimmenanteil haben wie die Delegierten der Regierungen.
Darüber hinaus führte er die ILO durch die Zeit des Zweiten Weltkrieges und sicherte nach der Auflösung des Völkerbundes ihren Weiterbestand als Sonderorganisation der Vereinten Nationen. Er galt zu seiner Zeit als das intellektuelle Rückgrat der ILO, die zwei Jahre nach seinem Tod den Friedensnobelpreis erhielt. Zudem war er Pionier eines neuen Berufsstandes, aus dem sich im Lauf der Zeit der internationale öffentliche Dienst in seiner gegenwärtigen Bedeutung und Größe entwickelte.

## Auszeichnungen und Gedenken
Edward Phelan erhielt in Anerkennung seines Wirkens unter anderem Ehrendoktorate der National University of Ireland, der Universität Laval und der Universität Montreal. Von der französischen Ehrenlegion wurde er 1951 zum Kommandeur ernannt. Darüber hinaus erhielt er den brasilianischen Orden vom Kreuz des Südens sowie das Großoffizierskreuz des mexikanischen Ordens vom Aztekischen Adler.
Das Vermächtnis von Edward Phelan und seiner Frau ermöglichte der National University of Ireland unter anderem Baumaßnahmen am Sitz ihrer Verwaltung am Merrion Square in Dublin, wo seitdem ein als Phelan Room bezeichneter Konferenzraum seinen Namen trägt. Darüber hinaus finanziert die Universität aus dem Vermächtnis das E. J. Phelan Fellowship in International Law, ein Stipendium für Doktoranden im Bereich des internationalen Rechts.